# Nihon Bungeisha
Nihon Bungeisha (яп. 株式会社日本文芸社 «Кабусікі Каіся Ніхон Бунгейся», або яп. にちぶん «Нітібун») — видавництво книжок та журналів засноване в 1959 році і розташоване в районі Тійода (Токіо) в Японії.

## Журнали
- Weekly Manga Goraku
- Bessatsu Manga Goraku
- Manga Goraku Nexter
- Golf Lesson Comic
- Manga Pachinko Dairenshō
- Manga Pachisuro Dairenshō
- Hissatsu Pchisuro Fan
- Keiba Gold
- Illust Logic
- Skeleton Club
- Conbini Comic Kawaguchi Hiroshi Tankentai Mikaku Ninseibutsu no 5-banashi